# Герб Великих Бірок
Герб Великих Бірок — офіційний символ смт Великі Бірки.

## Історія створення
Відомості про давню символіку Великих Бірок не збереглися. Тому, в 1995 р. Великобірківський селищний голова  Р. Мацелюх звернувся до Українського геральдичного товариства з клопотанням розробити проект герба і хоругви. На початку 1996 року такий ескіз герба  був запропонований до розгляду  і після  громадського обговорення затверджений без змін Великобірківською селищною радою другого скликання рішенням № 80, VIII сесії, від 20 березня 1996 року . Автор проекту герба і хоругви — Андрій Гречило.

## Опис
У зеленому полі золота замкова вежа з трьома зеленими вікнами і відкритими воротами, над нею обабіч — дві срібні соснові гілочки (кожна з трьох пагонів). Щит, іспанського типу, обрамований декоративним картушем і увінчаний срібною міською короною з трьома вежками. Замкова вежа засвідчує історичне значення укріпленого містечка на території якого знаходився Борецький замок. Зелений колір і гілочки сосни вказують на назву поселення та багатство навколишніх лісів, серед яких воно виникло.

## Печатки громади XIX ст.
Упродовж XIX століття громада використовувала кілька печаток, на яких зображений оборіг з солом'яним перевеслом у верхів'ї та снопами обабіч:
- овальну сажову печатку (31×29 мм) відтиснуту на петиції громади 1866 року. Її легенда   латинською «SIGILLUM COMMUNITATIS || BORKI WIELKI». Зображення характерне для містечок, жителі яких були переважно землеробами: оборіг, увінчаний перевеслом, обабіч два снопи.
- круглу сажову печатку української громади, якою скріплювали окремі акти та протоколи про організацію діяльності народної школи с. Борки Великі за 1874-1894 рр., та інші документи. Її легенда «† ПЕЧАТ ГРОМАДИ † БОРКИ ВЕЛИКІ»